# 20世紀のクラシック音楽
本項では、1901年から2000年までに作曲された音楽について述べる。

## 概要
20世紀のクラシック音楽は、それ以前の世紀のクラシック音楽と比較すると極めて多様になった。19世紀までの作曲家は、たとえ出身国が違っていても、よく似た音楽の様式に基づいて作曲をした。例えば、ウィーン古典派の時代（1740年-1820年頃）の作曲家は、例えばソナタ形式などの楽曲形式に何を用いるか、オーケストラには何の楽器を採用するか、良い響きの音とはどのようなものかといった問題について、概ね似たことを考えていた。
これに対して20世紀のクラシックは多様である。これまでに試されてきたものとは異なる形式、音の響き、音楽美を追求した作曲法について、異なる考え方を持った作曲家がたくさんいたことから、多くの「楽派」が生まれた。20世紀のクラシック音楽の「楽派」の名称には、単語末に「主義」をつけるものが多い。また、ジャズ、ワールドミュージック（非西洋古典音楽）、フォークソング（俗謡）の影響を受けたものもある。さらに20世紀後半には「電子音楽」が生まれ、のちには「ミニマル・ミュージック」「ポストモダン音楽」といった音楽も生まれた。
一般的に時代の名称はその時代が過ぎ去ってから名づけられる。そのため20世紀のクラシック音楽をなんと呼ぶかは難しい問題である。一方で、1900年以後の音楽は「現代音楽」とひとくくりに呼ばれることが多く、おおむね1975年以後、21世紀現在までの音楽は「コンテンポラリー（同時代の）音楽」と呼ばれることがある。

## 第一次世界大戦までのクラシック音楽

### 新ウィーン楽派と新古典主義音楽
20世紀初頭の作曲家の中には、リヒャルト・ワーグナーのオペラ「トリスタンとイゾルデ」に登場するトリスタン和音などに代表されるような、和声学上の変革から、調性に基づいた音楽の体系はすでに古くなってしまったと考え、それまでとは異なるアプローチを模索し、何か新しいことに挑戦しようと感じた者が多かった。アルノルト・シェーンベルクとイーゴリ・ストラヴィンスキーは当時の作曲家の中でも重要な2人である。そして2人は音楽の理論についても非常に異なった考えを持っていた。

#### 新ウィーン楽派

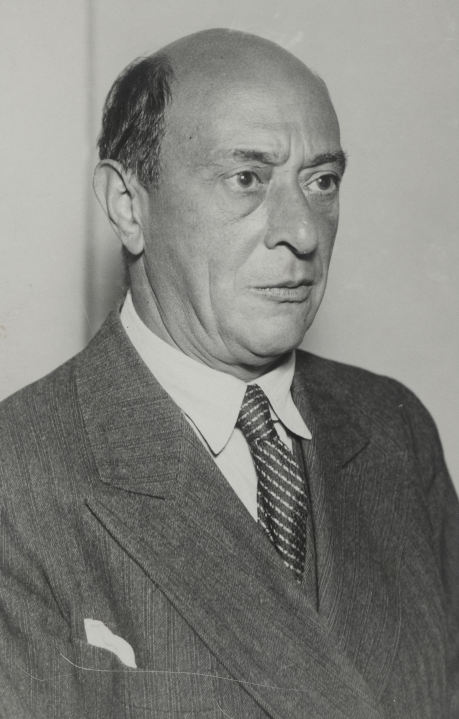
アルノルト・シェーンベルク (1930年撮影)

シェーンベルクの場合、それまでの調性的な音楽の延長として「無調」という概念を提唱した。彼はその傾向をさらに押し進めて、最終的に「十二音技法」と呼ばれる作曲理論にまで発展させた。これは、楽曲の中でさまざまなかたちに変形できる、特定の順序で並んだ「音列」により構成された、無調による音楽を作曲するための技法である。十二音技法を用いる作曲法を「セリエル主義」という。こうしたシェーンベルクの十二音技法の影響を受けた作曲家は多く、特に彼の門下にあった、アントン・ヴェーベルンやアルバン・ベルクなどは、師であるシェーンベルクと並べて「新ウィーン楽派」と呼ばれた。

#### 新古典主義音楽

イゴール・ストラヴィンスキー (撮影年不明)

ストラヴィンスキーはロシア出身の作曲でありロシアの文化に着想を得て「春の祭典」という題のバレエ音楽を書いた。春の祭典は、踊り手が困惑するほど不規則なリズムに満ちており、一部、複調になる部分もあった。その後、ストラヴィンスキーは、プルチネルラのような18世紀のバロック音楽時代に書かれた音楽のメロディーに不協和音を加え、斬新な和声をつけたような音楽を作曲するようになった。このような作曲法を「新古典主義」と呼ぶ。ストラヴィンスキーの音楽はセリアル主義の音楽に反対するものと捉える人が多いが、ストラヴィンスキー自身は晩年に十二音技法の使用を始めている。またフランスでは、第一次世界大戦後より、詩人のジャン・コクトーと、作曲家のエリック・サティの影響を受けた新古典主義音楽の一派であるフランス6人組が登場し、反ロマン主義、反ドビュッシーを掲げながら活動をした。

### 印象主義

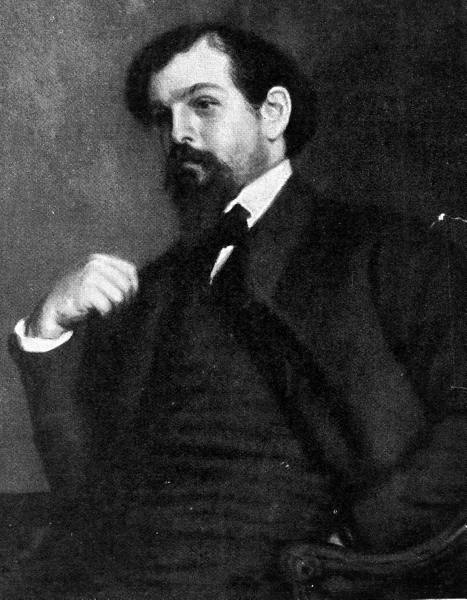
クロード・ドビュッシー (1909年撮影)

フランスでは、絵画の分野で「印象主義」と呼ばれる美術運動が興隆しており、これに関心を示す作曲家もいた。クロード・ドビュッシーは、しばしば「印象主義（絵画）的」と呼ばれる作風の音楽を作曲した。彼はジャワ島の音楽に着想を得て、全音音階と五音音階を自身の音楽の要素に入れ込んだ。ドビュッシーの音楽は、交響詩「海」や牧神の午後への前奏曲など、曲全体の調性は明瞭であるものの、随所で調性が曖昧にぼかされるような手法を取っている。同じく代表的な印象派の作曲家で知られるモーリス・ラヴェルの音楽は、ドビュッシーに似たところもあるが、その独特な管弦楽法から、結果としてドビュッシーとは異なる様相を持った作品を生み出した。

### 後期ロマン主義
上述のようなロマン主義への異議申し立てというムーヴメントと同時並行的に、基本的に19世紀に確立されたロマン主義（前期ロマン派）の様式で作曲する音楽家もいた。イギリスのエドワード・エルガーの音楽はよく、「エドワード国王時代風」と呼ばれる。その他の大英帝国の作曲家たちは、帝国内各地の民謡（フォークソング）に着想を得た音楽を多く作曲した。そのような作曲家としては、ヴォーン・ウィリアムス、バタワース、クィルター、フィンジがいる。フレデリック・ディーリアスは非常に印象主義的でありながら同時にロマン主義的でもある音楽を作曲した。ロシアのセルゲイ・ラフマニノフとドイツのリヒャルト・シュトラウスは、亡くなる1940年代までロマン主義楽派の様式を貫き通した。フィンランドのジャン・シベリウスとデンマークのカール・ニールセンは調性音楽の枠内で偉大な交響曲を作曲した。イタリアのプッチーニはロマン主義楽派の様式で、「ヴェリズモ・オペラ」と呼ばれる写実主義的なオペラを作曲した。

### 伝統に基づいたその他の路線

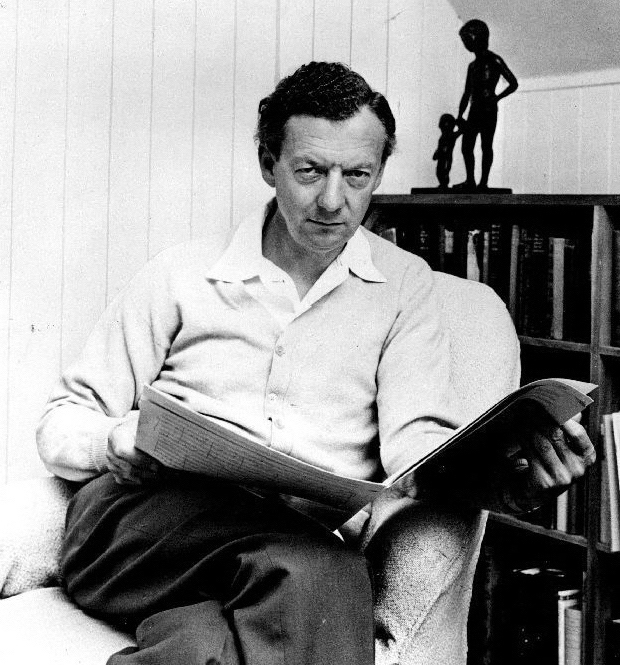
ベンジャミン・ブリテン (1968年撮影)

この時代、伝統的な作曲技法を守りながら、斬新な方法で、楽曲の中で調性を取り扱う作曲家も少なからずいた。そのような作曲家としては、イギリスでは、ベンジャミン・ブリテン、マイケル・ティペット、ウィリアム・ウォルトンがおり、アメリカではサミュエル・バーバー、ロイ・ハリス、アラン・ホヴァネスがいる。ドイツのパウル・ヒンデミットはロマン主義楽派の美学上の思考様式からの脱却を目指し、「新即物主義」を提唱した。

## 戦間期のクラシック音楽
1914年から1918年までの4年にわたって続いた第一次世界大戦は、それまでのヨーロッパの社会構造でもあった「貴族」や「ブルジョワジー」といった基盤の没落を呼び、それまで彼らの庇護によって支えられてきたクラシック音楽は、それまでの大規模管弦楽による交響曲やオペラなどがその補助を失うなどの影響を受けた。そうした中で作曲家によっては、大衆音楽や映画音楽に転身する者や、庇護を求めずに新しい分野の開拓へと挑む者など、さまざまな方面への転向が相次いだ。

### ジャズの影響

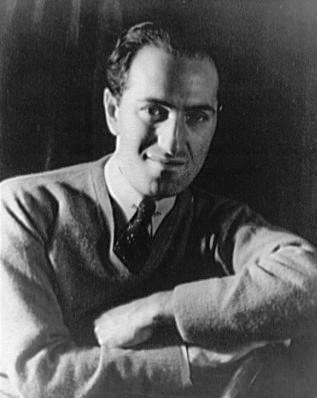
ジョージ・ガーシュウィン (1937年撮影)

アメリカで生まれたジャズがクラシックの作曲家に与えた影響は大きい。ジョージ・ガーシュインはジャズとクラシックを折衷させた音楽を作った。アーロン・コープランドとレナード・バーンスタインは自作にジャズの要素を取り入れた。ヨーロッパにおいては、ラヴェル、クルト・ヴァイル、ダリウス・ミヨーなどがジャズのイディオムを使って作曲をした。

### 未来派
第一次世界大戦の開戦期から戦間期にかけてのイタリアでは、未来派と呼ばれる芸術運動が登場し、音楽の分野ではルイージ・ルッソロなどが活躍した。ルッソロは1913年に「騒音の芸術」を発表し、他の未来派の作曲家を中心として汽笛やサイレン、機関銃の発射音などの、一般的に「騒音」として片付けられる音を主体とした音楽を発表した。

### 日本のクラシック音楽の影響
1912年から1914年にかけてドイツに留学していた山田耕筰は、この留学時代に日本人初となる管弦楽作品である「序曲 ニ長調」や、初となる交響詩「暗い扉」と姉妹作「曼陀羅の華」のほか、第一次世界大戦に伴って日本人初となった交響曲に「勝どきと平和」という表題を与えた。

## 第二次世界大戦期のクラシック音楽

### ナチス政権期のドイツにおけるクラシック音楽

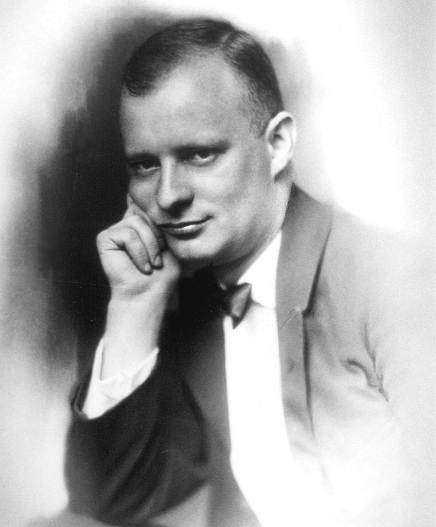
パウル・ヒンデミット (1923年撮影)

1930年代より、ドイツでナチ党が政権を握ると、シェーンベルクはじめ、ドイツ国内の多くのユダヤ人音楽家がドイツから亡命した。ナチス政権の場合、ユダヤ人による作品と共産主義者による作品、そして現代的な無調作品を「退廃音楽」として批判し、そうした作品の創作を禁じた。特にパウル・ヒンデミットのオペラ「画家マチス」の初演の禁止措置は、のちにヒンデミット事件と呼ばれる作曲家排斥事件に発展し、指揮者のヴィルヘルム・フルトヴェングラーが声明を出すなどの騒動となった。
一方で、ナチス政権期においては、ヒトラーがワーグナー好きであったことから、ワーグナーが建設したバイロイト祝祭劇場を聖地化し、またワーグナーの遺族たちもまたそこに接近した。さらにはドイツの神話や民話、あるいは伝統的な書法に基づくような作風であったカール・オルフのカルミナ・ブラーナや、ヴェルナー・エックの作品は、政権側からも歓迎された。

### ファシズム政権期のイタリアにおけるクラシック音楽

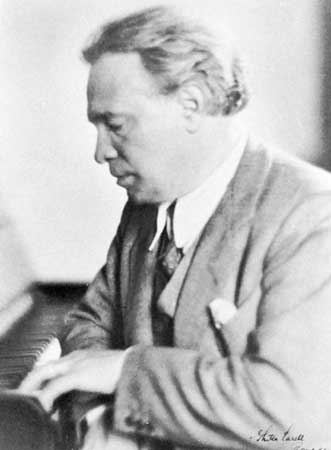
オットリーノ・レスピーギ (1935年撮影)

ドイツよりも少し早い1928年に成立した、ベニート・ムッソリーニによる政権期においては、当初は芸術に対する規制はそれほどなかったものの、たとえば指揮者のアルトゥーロ・トスカニーニがジャコモ・プッチーニの遺作となったオペラ「トゥーランドット」の上演の際にファシスト党歌の演奏を拒否し、ファシスト党員からの暴行を受けるなどして国外に逃れるなどの事件があった。
一方でオペラ「カヴァレリア・ルスティカーナ」で成功を収めたピエトロ・マスカーニや、交響詩「ローマの松」、「ローマの噴水」、「ローマの祭り」の「ローマ三部作」で知られるオットリーノ・レスピーギや、アルフレード・カゼッラなどのやはりドイツ同様にイタリアの歴史を題材にしていたり、あるいはファシスト党に対して忠誠を示していた作曲家の作品は、政権からも歓迎を受けた。

### ヴィシー政権期および占領地域でのフランスにおけるクラシック音楽
1939年、パリ占領による敗戦を経験し、中南部の自由地域に成立したヴィシー政権では、オペラ座は通常通り稼働していたり、フランス人作曲家の作品も日常的に取り入れられたことから、一見してドイツやイタリア、ソ連のような苛烈な芸術への規制は見受けられなかったが、ピアニストのアルフレッド・コルトーを音楽顧問に就任させ、フローラン・シュミットやジャン・フランセといった作曲家らをドイツに訪問させるなどの、対独協力が行われた。
一方で、ヴェルコールなどの他の芸術分野でも見られるような、沈黙することを要とした占領期のフランスにおける一種の抵抗運動は、音楽においては、オネゲルの交響曲第2番や、メシアンの世の終わりのための四重奏曲などが代表的である。

### ソビエト連邦におけるクラシック音楽

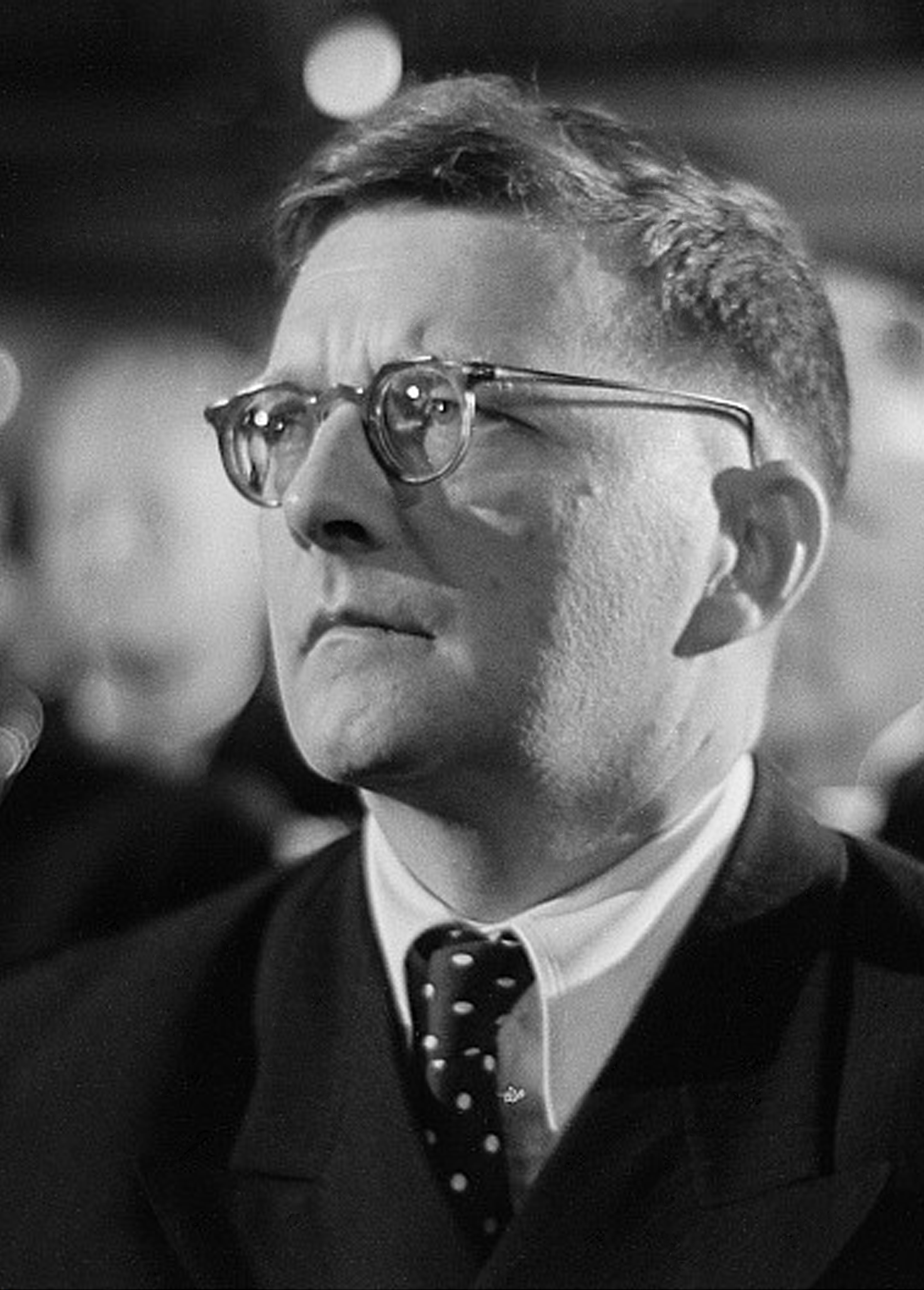
ドミートリイ・ショスタコーヴィチ (1952年撮影)

ロシアにおいては、1917年の革命後、ソビエト連邦が成立した。1910年代にはロシア・アヴァンギャルドという芸術運動が流行し、アルトゥール・ルリエーやニコライ・ロスラヴェッツ、イワン・ヴィシネグラツキーなどが活躍した。しかしこうした実験的な芸術運動は、体制がより強固になっていくにつれて、禁止されるようになった。ソ連の政治家は、こうした運動に変わるものとして、「社会主義リアリズム」を作曲家に要求し、作曲家は自身の望む表現と政治家たちを満足させるような表現との間で葛藤した。ロシアでは19世紀的な楽曲形式である「交響曲」を作曲する伝統が継続しており、20世紀のソ連で交響曲を作曲した作曲家としては、セルゲイ・プロコフィエフやドミトリ・ショスタコーヴィチ、ニコライ・ミャスコフスキーなどがその分野で活躍した。

### 1940年代の日本におけるクラシック音楽
1940年は、神武天皇の即位から数えて2600年を祝う、紀元二千六百年記念行事が催され、音楽の分野においても皇紀2600年奉祝曲という形で、国内の作曲家のみならず、海外の作曲家に対しても委嘱を行った。
国内の作曲家ではすでに大御所となった山田耕筰がオペラ「黒船」を書き、大澤寿人や橋本國彦、深井史郎や尾高尚忠といった若手の新作なども発表された。中でも、信時潔の交声曲「海道東征」は、神武東征を題材にしたカンタータで、当時のナショナリズムを大いに刺激させた。
海外への委嘱作品としては、日独伊三国同盟を結んでいたことから、ドイツからシュトラウスの「日本の皇紀二千六百年に寄せる祝典曲」が、イタリアからはピツェッティの交響曲 イ長調が、またすでにヴィシー政権が誕生していたことから、フランスからイベールの祝典序曲が、また同じ枢軸国であったハンガリーからヴェレシュ・シャーンドルの交響曲第1番が送られた。他にもイギリスからベンジャミン・ブリテンがシンフォニア・ダ・レクイエムを送るも、作品の内容から演奏を拒否され、またアメリカにも委嘱をしていたが、日米関係の悪化から実現することはなかった。

### アメリカにおけるクラシック音楽
1940年代のアメリカは、ドイツやイタリアでのファシズム政権や、それ以前のロシアの共産主義政権の誕生に伴って、多くのドイツ人、イタリア人、ロシア人、そしてユダヤ人などの亡命を受け入れてきた。
アメリカに亡命した音楽家には、シェーンベルクやストラヴィンスキーといった音列主義と新古典主義の中心人物のほか、ファシズム政権から逃れてきたヒンデミットやトスカニーニ、バルトーク・ベーラ、さらにはユダヤ人のエーリヒ・ヴォルフガング・コルンゴルト、オットー・クレンペラー、ブルーノ・ワルターなどが亡命を果たした。

## 戦後のクラシック音楽 (1945 ~ 1969)

### ダルムシュタット楽派

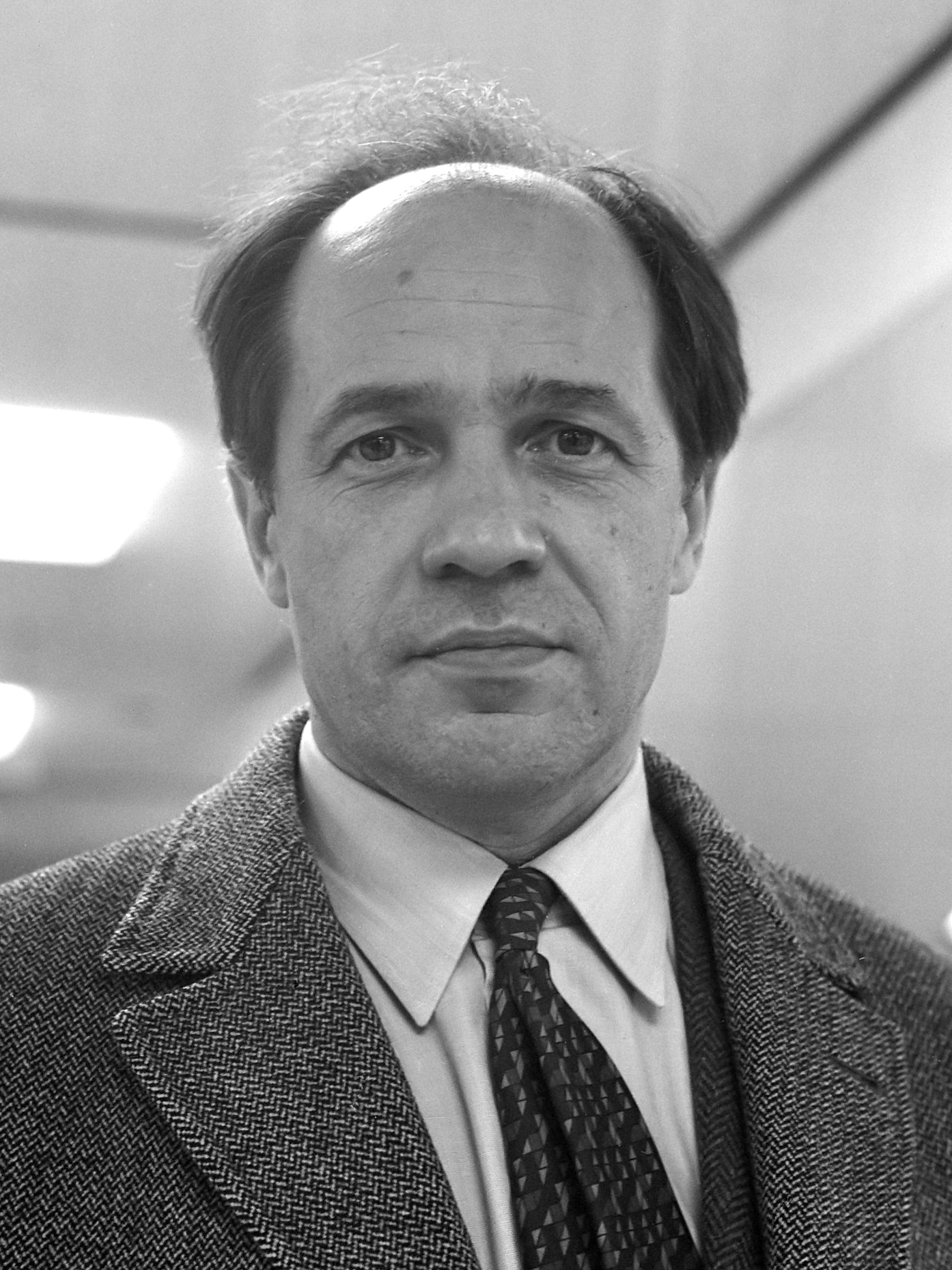
ピエール・ブーレーズ (1968年撮影)

第二次世界大戦後、すぐの1946年、ドイツのダルムシュタットで、ダルムシュタット夏季現代音楽講習会が開催され、シェーンベルクの「十二音技法」が再評価され、ピエール・ブレーズやカールハインツ・シュトックハウゼン、ルイジ・ノーノがこの影響を受けた。彼らは、それまで12個の音のみを全て使うだけでなく、音価や強弱といった部分にも、列の概念を導入させたトータル・セリエリズムを提唱した。トータル・セリエリズムによる作品の代表的な作品として、オリヴィエ・メシアンの「音価と強度のモード」(1949)を筆頭に、ブーレーズのピアノソナタ第2番 (1948)、「構造」(1952)、カレル・フイヴェールツの2台のピアノのためのソナタ (1951)などが挙げられる。

### 偶然性と即興

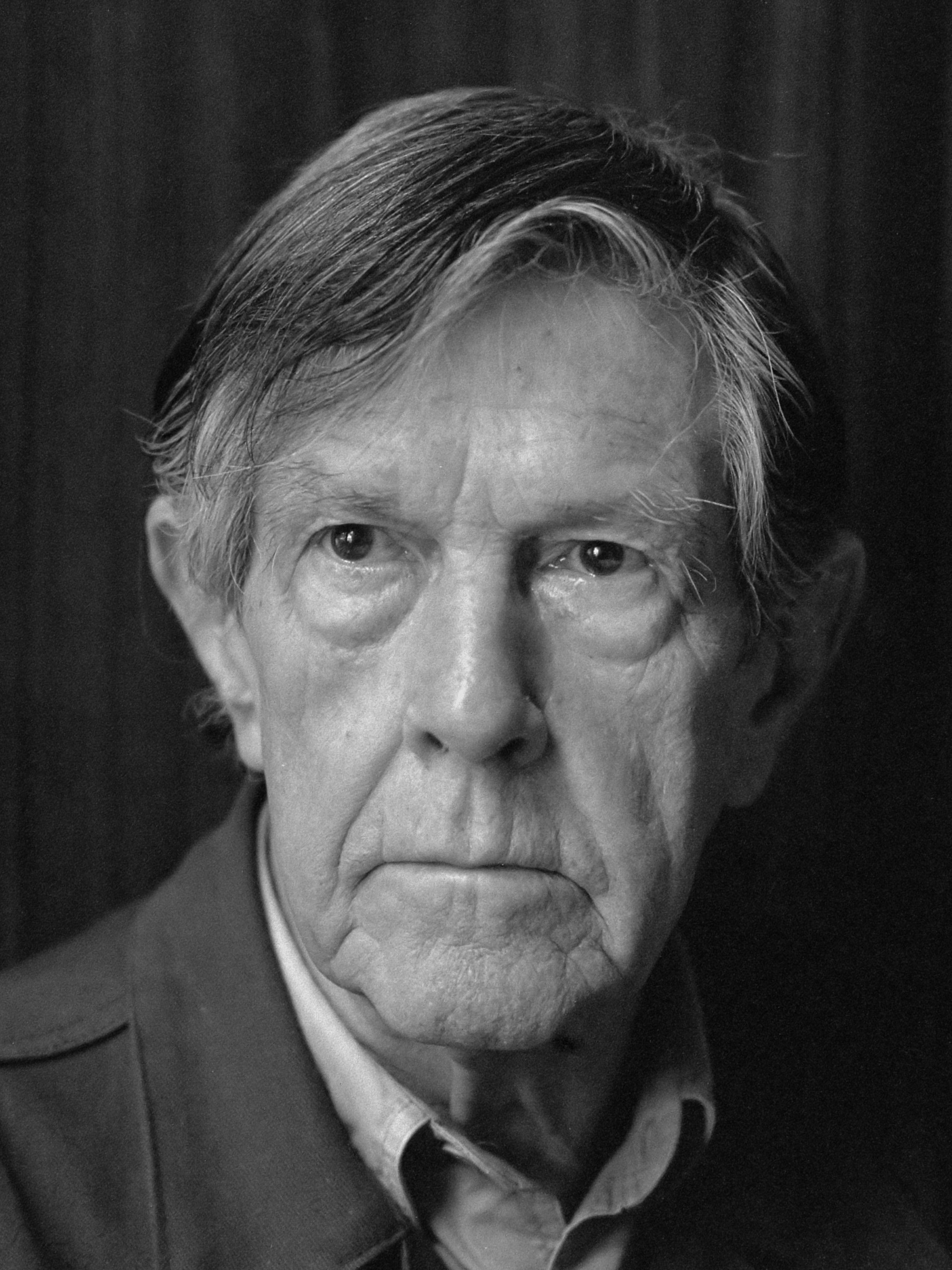
ジョン・ケージ (1988年撮影)

こうしたヨーロッパでの、より厳密なセリー主義への傾倒に対して、アメリカでは1950年代にジョン・ケージやモートン・フェルドマンを筆頭に、中国の易経や、図形譜などに基づく、偶然や不確定を主題とする潮流が形成されていく。特にケージの「4分33秒」(1952)は、その分野の傑作として知られている。また、武満徹の「ノヴェンバー・ステップス」(1967)は偶然や不確定を題材にした作品としてだけでなく、琵琶と尺八といった民族楽器を用いた作品としても評価されている。
即興は主にフリージャズやアフリカの音楽などからの影響が深く、ルーカス・フォスやNW2アンサンブルなどの作曲家や演奏団体などによって表現されてきた。
またカールハインツ・シュトックハウゼンは、1960年代の後半から、短いテキストから即興的な演奏を求める「直観音楽」を提唱し、「七つの日から」(1968)や「来るべき時代のために」(1970)などを発表した。

### 電子音楽とミュージック・コンクレート

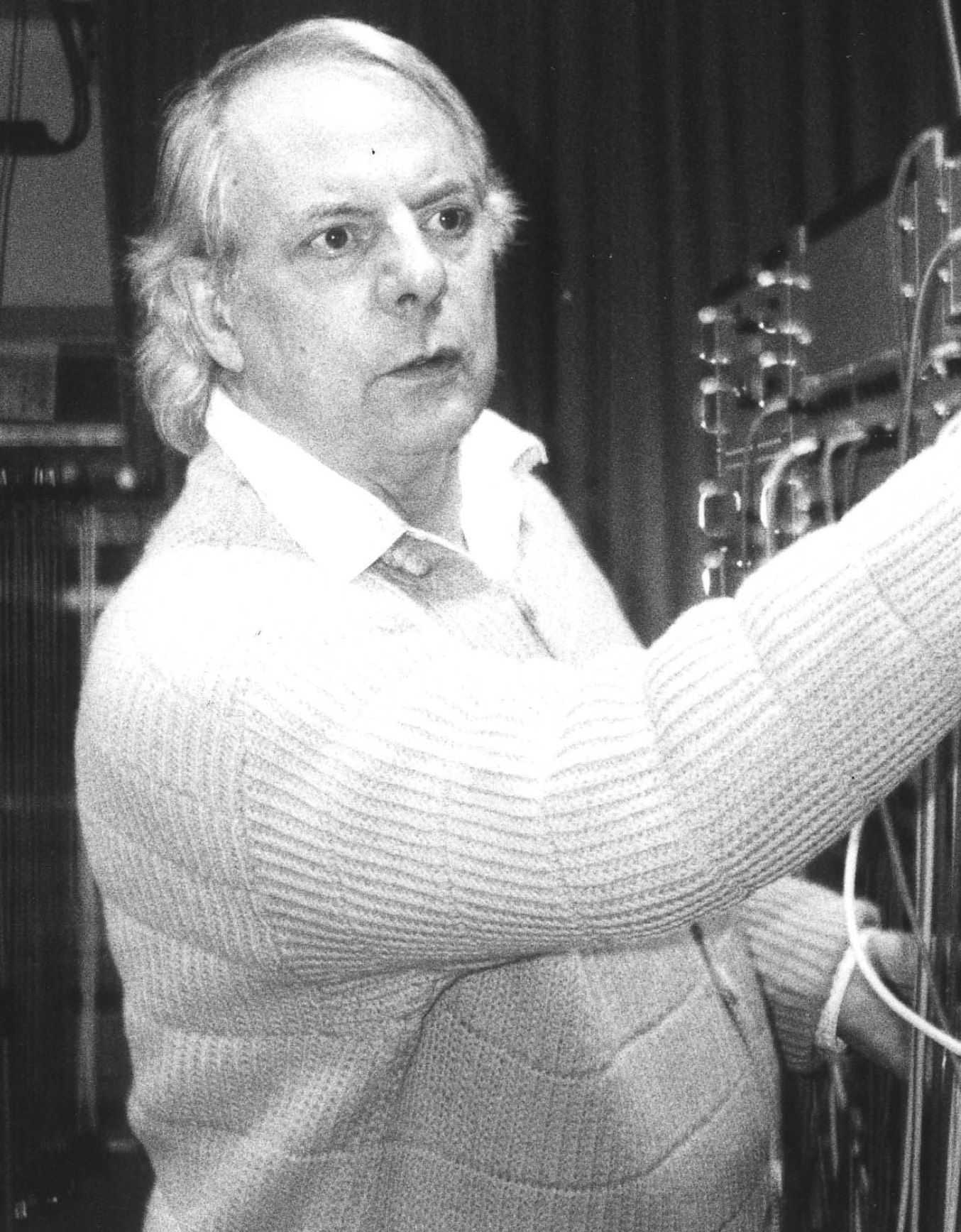
カールハインツ・シュトックハウゼン (1994年撮影)

50年代より、音として扱う物の実体として、自然界に存在しない音や、より拡大された音階を求める電子音楽と、反対に実際の自然界に存在する、楽器以外のあらゆる音を音楽として用いるミュージック・コンクレートが登場し、これらはしばし二項対立する分野として扱われる。
こうした対立は、電子音楽とミュージック・コンクレートの2つの特徴を持ち合わせたシュトックハウゼンの少年の歌を通じて、音楽的な解決が提示された。

#### 電子音楽
20世紀の初頭より、テルハーモニウムやテルミン、オンド・マルトノといった電子楽器が開発、発明され、戦後にはそうした楽器を用いたオリヴィエ・メシアンのトゥーランガリラ交響曲(1948)や、エドガー・ヴァレーズのエクアトリアル (1932)などが発表された。また50年代には電気電子技術の発展から、そうした技術を使用した作品作りがカールハインツ・シュトックハウゼンを中心に行われるようになり、日本やアメリカ、フランスなどでは電子音楽スタジオが設立された。
シュトックハウゼンは電子音楽について、4つの特徴があると指摘している。
- 統一された時間の構造化
- サウンドの分割
- 複数のレイヤーを持つ空間のコンポジション
- ノイズと音の平等化

#### ミュージック・コンクレート
ミュージック・コンクレートは、フランス・ラジオ・テレビで1948年にピエール・シェフェールがミュージック・コンクレートのグループを作ったことにはじまる。これらは車のクラクションや鳥の鳴き声、人の笑い声といった、楽器以外の自然界に存在するあらゆる音を、録音を通じて音楽として組み込み、それらを聴きながら、その音の正体や意味などをイメージする、といった音楽的潮流である。

### ミニマル・ミュージック

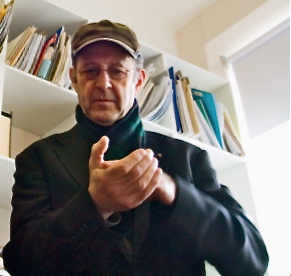
スティーブ・ライヒ

1960年代に入ると、同時代の音楽の多くが複雑すぎるという考えを持った作曲家がアメリカを中心に現れた。こうした流行は「ミニマリズム」、あるいは「反復音楽」と呼ばれ、そうした複雑な手法とは反対に短いモチーフを繰り返しながら、微細な変化を少しずつ与えて作品を展開させる音楽である。こうした流派の代表的な作曲家とその作品としてスティーヴ・ライヒの「18人の音楽家のための音楽」(1976)や、フィリップ・グラスの歌劇「浜辺のアインシュタイン」(1976)などが挙げられる。
またライヒは、2つのテープの回転速度の違いのズレを利用した「イッツ・ゴナ・レイン」(1964)や「カム・アウト」(1966)を作曲した後、これらの技法を発展させたフェイズ音楽を確立させる。

## 前衛の停滞 (1970 ~ 2000)
1970年代に入ると、音列による作曲や、電子音楽、図形譜などの前衛的な手法から、調性や拍子、交響曲やソナタなどの伝統的な形式へと回帰する傾向が見られるようになった。

### コラージュ技法と多様式主義

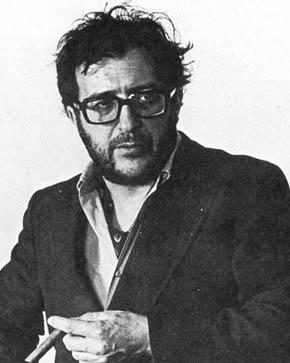
ルチアーノ・ベリオ (1970年頃撮影)

コラージュとは美術用語ではあるが、音楽においては、既存の作品の旋律が作中で引用される。代表的な作品に、イタリアの作曲家、ルチアーノ・ベリオによる「シンフォニア」(1969)が挙げられる。また類似した手法として、ソビエト連邦の作曲家、アルフレート・シュニトケの多様式主義が挙げられる。
なお音楽における他作品からの単なる引用とコラージュとの違いについてジャン＝イヴ・ボッスールは、歴史的に多く行われているが、これらは意図的な理由を持って行われていることに対して、コラージュはそれらを作中の様式の中に溶け込ませたりさせないと指摘している。

### 新ロマン主義
1970年代から1980年代にかけて、新ロマン主義と呼ばれる音楽的潮流が登場する。しかしこの用語は非常に多義的な意味を持ち、例えば吉松隆の「朱鷺に寄せる哀歌」(1980)のように伝統的な形式や、ロマン主義的な手法による作品を発表する作曲家もいれば、ヴォルフガング・リームの「弦楽四重奏曲第3番」(1976)のように、前衛的な手法による作品を発表する作曲家も同じ枠組みとして扱われる。

#### オペラの再興
1970年代は、新ロマン主義の台頭による伝統の回帰の影響から、それまでオペラの分野とは距離のあった作曲家が相次いでオペラの作曲を始めた。代表的な作曲家とその作品として、オリヴィエ・メシアンの「アッシジの聖フランチェスコ」やカールハインツ・シュトックハウゼンの連作オペラ「光」などが挙げられる。

### 新しい複雑性
新ロマン主義などの伝統回帰的な運動に対して、それまでの前衛的な音列技法をより複雑に推し進める運動が登場する。こうした運動は「新しい複雑性」と呼ばれる。代表的な作曲家にブライアン・ファーニホウが挙げられる。「新しい複雑性」では、譜面の中に音符が様々な特殊奏法や複雑な強弱、演奏指示などを通じて詰め込まれ、超絶技巧的な演奏が求められることが特徴である。

### サウンド・スケープとバイオ・ミュージック
サウンド・スケープは1970年代にレイモンド・マリー・シェーファーによって提唱された形式で、音を風景のように扱うのが特徴である。概念としては「4分33秒」の世界に近く、身の回りで鳴る空調の音や足音、車が通り過ぎる音などの環境音を主体とし、サウンド・マップと呼ばれる記譜法を通じて、演奏を行う。サウンドスケープによる作品としてポーリン・オリヴェロスの「ソニック・メディテーション」(1974)などが挙げられる。
バイオミュージックは、人間の脳波やザトウクジラ、虫などの生物が発する電気信号を元に音楽を作る形式である。バイオミュージックによる作品として、イェフダ・ヤンナイの「バグピース」(1972)やジョージ・クラムの「鯨の声」(1971)などが挙げられる。

### スペクトル楽派とコンピュータ音楽

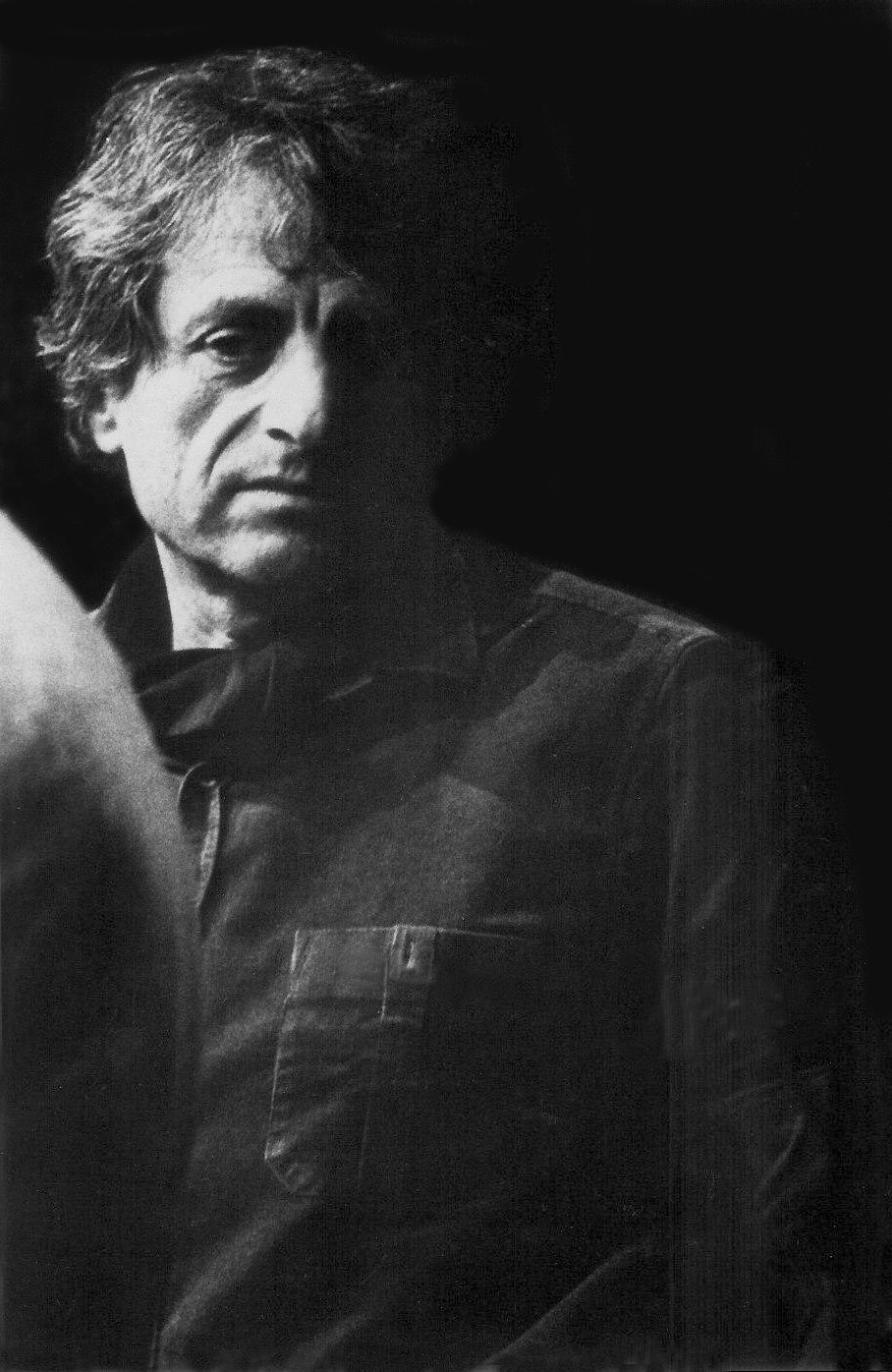
ヤニス・クセナキス (1975年撮影)

1977年にフランス政府によって設立されたフランス国立音響音楽研究所 (通称、IRCAM)を通じて、ピエール・ブーレーズやミシェル・フーコー、ジル・ドゥールーズなどの作曲家、思想家たちの支援を受け、現代音楽におけるコンピュータや音響解析の導入、後進の育成を目的とした教育機関など、多目的に利用されていった。音響による作曲の代表的な作曲家とその作品として、ヤニス・クセナキスの「メタスタシス」(1954)や、クシシュトフ・ペンデレツキの「広島の犠牲者に捧げる哀歌」(1960)、ジョルジュ・リゲティの「アトモスフェール」(1961)などが挙げられる。
IRCAMで研修を受けたフランスの作曲家、トリスタン・ミュライユやジェラール・グリゼイなどは、音の倍音に着目した作曲を始め、こうした手法による作曲家たちは「スペクトル楽派」と呼ばれた。
また1980年代には、IRCAMなどでコンピュータの発展に伴い、これを利用した作曲や、新しく登場したシンセサイザーなどによる作曲が行われた。またIRCAMではコンピュータを用いた楽譜作成ソフト「OpenMusic」が開発された。またクセナキスは、1970年代に独自のコンピュータ音楽作成用コンピュータ「UPIC」を制作した。

### 戦後のソ連の作曲家たち
1980年代に入ると、ソビエト連邦に新しく書記長に就任したミハイル・ゴルバチョフによって推し進められたペレストロイカの流れを受け、ソ連の作曲家が西側諸国に紹介されるようになる。特にヴァイオリン奏者のギドン・クレーメルや、ヴィオラ奏者のユーリ・バシュメト、指揮者のゲンナジー・ロジェストヴィンスキーなどの演奏家を中心に、ソフィア・グバイドゥーリナやアルフレート・シュニトケ、アルヴォ・ペルトなどの作曲家が紹介された。

### 冷戦以降の作曲家たち
1990年代では、ベルリンの壁崩壊や、ソビエト崩壊などの、世界史上の事件から、旧東側諸国の作曲家が、西側の音楽の世界に改めて登場した。特に東側諸国では、前衛的な手法が政府によって抑圧されていたことから、自由を表現する手段として、こうした地域の作曲家は前衛的な手法による作曲をおこなった。また譚盾、陳其鋼や尹伊桑といった中国、北朝鮮などの東アジアの旧東側諸国の作曲家も、その前後の年代より登場した。

## 演奏の歴史

### 指揮

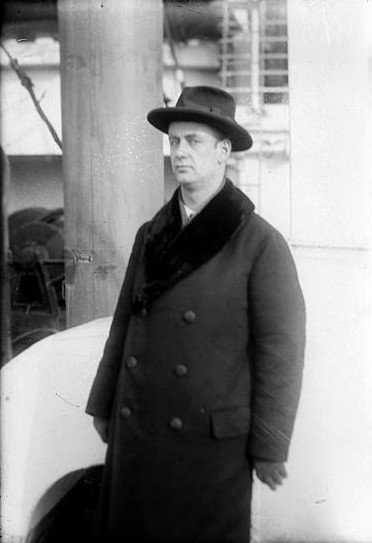
ヴィルヘルム・フルトヴェングラー (撮影日不明)

指揮の分野では、1900年代にはグスタフ・マーラーやアルトゥール・ニキシュなどが指揮者としても活躍しており、マーラーは1910年に自作の交響曲第8番「千人のための交響曲」を初演した。ニキシュについて、音楽評論家のハロルド・C・ショーンバーグは、「録音に残る偉大な指揮者の中で最も古い人物」と述べている。
1911年にマーラーが没すると、弟子のブルーノ・ワルターや、同時代のアルトゥーロ・トスカニーニ、ヴィルヘルム・フルトヴェングラー、作曲家のリヒャルト・シュトラウスなどが戦間期から戦時にかけて活躍した。また彼らはムッソリーニによるファシスト政権やヒトラーのナチス・ドイツなどの台頭によって、ワルターとトスカニーニはアメリカへの亡命を、フルトヴェングラーは本国でユダヤ人演奏家や作曲家などの保護を行った。アメリカでは、こうした亡命した指揮者のほか、セルゲイ・クーセヴェツキーやレオポルド・ストコフスキーなどが活躍した。
ロシア (ソ連)では、エフゲニー・ムラヴィンスキーが活躍し、同時代のショスタコーヴィチの交響曲第5番などの初演を担当するなどした。イギリスではトマス・ビーチャムが活躍し、同時代のイギリスの作曲家、フレデリック・ディーリアスの作品を特に紹介した。

ヘルベルト・フォン・カラヤン (1972年撮影)

戦後になると、ヘルベルト・フォン・カラヤンが登場し、ベルリン・フィルとの首席指揮者としての終身契約 (1955)や、ザルツブルク音楽祭の芸術監督への就任 (1956)など、クラシック音楽の主要なポストに就任するなどして、その活躍ぶりから「楽壇の帝王」と称された。

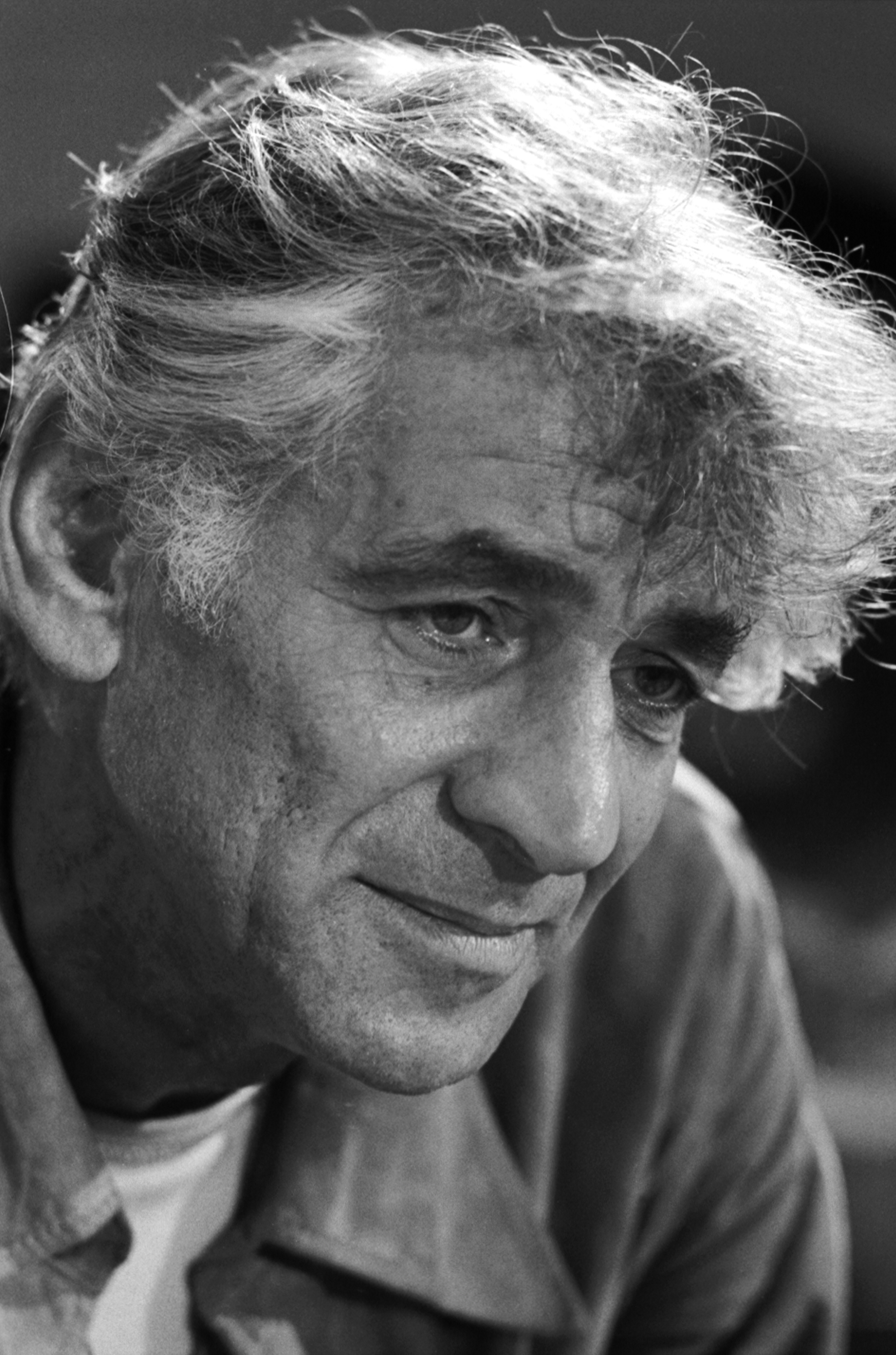
レナード・バーンスタイン (1971年撮影)

また1960年代からはアメリカでレナード・バーンスタインが登場し、ニューヨーク・フィルハーモニックを拠点に活躍した。またバーンスタインはテレビ番組「ヤング・ピープルズ・コンサート」を通じて、クラシック音楽の作品やオーケストラの演奏の解説などを行った。同年代のドイツではオットー・クレンペラーやカール・シューリヒトが活躍した。

### 器楽演奏

#### ピアノ
20世紀初頭のピアノ演奏では、作曲家でもあったセルゲイ・ラフマニノフや、アルフレッド・コルトー、アルトゥール・ルービンシュタインなどが活躍した。
第一次世界大戦後は、戦場で右手を失ったピアニスト、パウル・ヴィトゲンシュタインがモーリス・ラヴェルやエーリヒ・ヴォルフガング・コルンゴルトなどの作曲家に左手のためのピアノ協奏曲を委嘱し、その分野を開拓した。
1927年にはフレデリック・ショパン国際ピアノ・コンクール (ショパン・コンクール)が開催され、その後はマウリツィオ・ポリーニやマルタ・アルゲリッチなどの世界的ピアニストを輩出した。

#### ヴァイオリン
20世紀初頭から戦前にかけてのヴァイオリン演奏では、作曲家でもあったフリッツ・クライスラーやジョルジェ・エネスコ、ジャック・ティボーが活躍した。
戦後からは、アルチュール・グリュミオーやヤッシャ・ハイフェッツ、ダヴィッド・オイストラフ、ナターン・ミルシテインや、彼らの弟子の世代にあたるオーギュスタン・デュメイやアイザック・スターン、イツァーク・パールマン、アンネ＝ゾフィー・ムターなどが活躍した。
1958年からはチャイコフスキー国際コンクールの第1回が開催され、ギドン・クレーメルやヴィクトリア・ムローヴァなどのヴァイオリニストを輩出した。
日本ではロシア出身のヴァイオリニストで教育者の小野アンナや、諏訪根自子などが戦前で活躍し、戦後は小林武史、天満敦子、堀米ゆず子などが活躍した。

### 古楽
フランスの演奏家、アーノルド・ドルメッチは、1916年に出版した「17・18世紀の演奏解釈」などを通じて歴史学的な解釈や当時の資料に基づいて、演奏を行う「古楽」の思想的な裏付けを行い、また当時の楽器 (古楽器)のレプリカの製作に寄与した。
ポーランドのピアニスト、ワンダ・ランドフスカはチェンバロの再評価を行い、当時の技術によって再現された「モダン・チェンバロ」を通じて、ファリャの「クラヴサン協奏曲」 (1926)や、プーランクの「田園のコンセール」(1927)などのチェンバロ作品の委嘱を行った。

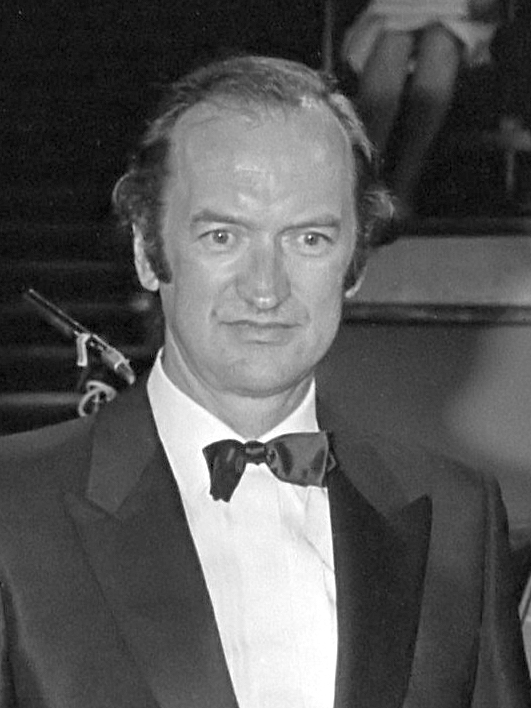
ニコラウス・アーノンクール (1980年撮影)

1950年代にはバロック・ヴァイオリンの分野でニコラウス・アーノンクールが、1970年代にはバロック・リコーダーの分野でフランス・ブリュッヘンが活躍した。彼らは指揮者としても活躍し、アーノンクールは1957年に「ウィーン・コンツェントゥス・ムジクス」を、ブリュッヘンは1981年に「18世紀オーケストラ」を設立させ、オリジナル楽器による管弦楽作品の演奏を行った。

## その他の分野の歴史

### 音楽評論
20世紀初頭における音楽評論家として、作曲家のクロード・ドビュッシーが挙げられる。ドビュッシーは「ラ・ルヴェ・ブランシュ」(1901)や「反好事家八分音符氏」(1913)などの評論集を通じて、ジャン＝フィリップ・ラモーなどに代表されるフランスにおけるバロック音楽の伝統の再評価や、同時代の作曲家たち(グリーグ、マスネ、フランク、ダンディなど)への批評を行った。
第2次世界大戦後では、思想家のテオドール・アドルノが、シュトックハウゼンやブーレーズなどによる当時の前衛音楽を自身の評論などを通じて擁護した。
日本では、戦前は大田黒元雄や野村胡堂 (あらえびす)が、クライスラーやドビュッシーといった当時の最先端のクラシック音楽の作曲家やその作品を日本に紹介した。戦後は山根銀二や吉田秀和、宇野功芳などが活躍した。

### 録音産業
19世紀末にトマス・エジソンによって蓄音機と円筒録音管が発明され、1901年から1903年にはメトロポリタン歌劇場の舞台裏の何箇所かに設置され、演奏の録音が行われた。

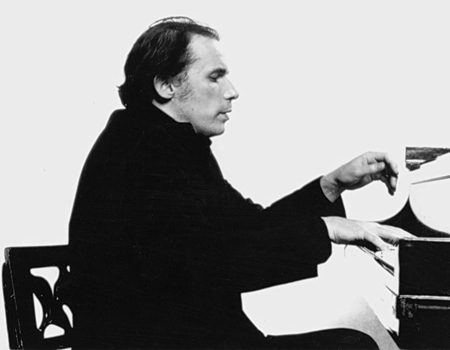
グレン・グールド (撮影日不明)

クラシック音楽の分野では1898年にドイツで設立されたドイツ・グラモフォンや、1929年にイギリスで設立されたデッカなどは現在も続いている老舗として知られている。またジョン・カルショーやウォルター・レッグなどの録音技師による録音手法の向上や、グレン・グールドなどのスタジオ録音に注力した演奏家も登場した。